# Шапаренко, Александр Максимович
Александр Максимович Шапаренко (род. 16 февраля 1946 в п. Степановка, Сумская область) — советский спортсмен (гребля на байдарках). Двукратный олимпийский чемпион, семикратный чемпион мира, заслуженный мастер спорта СССР (1966). Член КПСС с 1975 года.

## Спортивная карьера
- Двукратный олимпийский чемпион: 1968 в гребле на байдарке-двойке с Владимиром Морозовым и 1972 на байдарке-одиночке на дистанции 1000 м
- Серебряный призёр олимпийских игр 1968 года на байдарке-одиночке на дистанции 1000 м
- 7-кратный чемпион мира: 1966 (байдарка-одиночка, байдарка-двойка; 1000 м), 1970 (байдарка-одиночка; 1000 м), 1973 (байдарка-одиночка; 10000 м), 1977 (байдарка-четверка; 10000 м), 1978 (байдарка-четверка; 10000 м), 1979 (байдарка-четверка; 10000 м)
- Серебряный призёр чемпионатов мира: 1974 (байдарка-одиночка; 10000 м), 1977 (байдарка-четверка; 1000 м)
- Бронзовый призёр чемпионатов мира: 1966 (байдарка-четверка; 1000 м), 1971 (байдарка-одиночка; 1000 м), 1973 (байдарка-одиночка; 1000 м), 1979 (байдарка-четверка; 1000 м)
- 3-кратный чемпион Европы: 1967 (байдарка-одиночка; 1000 м), 1969 (байдарка-одиночка, байдарка-двойка; 1000 м)
- 18-кратный чемпион СССР 1967 — 1978 годов на различных дистанциях в составе разных экипажей.

## Награды
- Орден «За заслуги» I степени (2021)[2]
- Орден «За заслуги» II степени (2012)[3].
- Орден «За заслуги» ІІ степени (2002)[4]